# نخست‌وزیر فنلاند
نخست‌وزیر فنلاند (فنلاندی: Suomen pääministeri، سوئدی: Finlands statsminister) رهبر دولت فنلاند است که نخست وزیر و کابینه آن قدرت اجرایی را در کل ایالت‌ها را اعمال می‌نماید. نخست وزیر فنلاند به‌طور رسمی پس از رئیس‌جمهور فنلاند و رئیس پارلمان در رده سوم پروتکل واقع شده‌است. و نخستین نخست‌وزیر فنلاند، پهر اویند سوینهوفود (همچنین بعد از آن سومین رئیس‌جمهور فنلاند)، در تاریخ ۲۷ نوامبر ۱۹۱۷ بود، که درست چند روز قبل از اعلام استقلال این کشور، منصوب گردید.
نخست وزیر کنونی فنلاند، سنا مارین از حزب سوسیال دموکرات می‌باشد. و بعد از آن مارین در تاریخ۱۰ دسامبر ۲۰۱۹ سوگند یاد می‌کند و بعدها او در سن ۳۴ سالگی، جوانترین رهبر دولت خدمتگزار جهان و جوانترین نخست وزیر در تاریخ فنلاند می‌شود.

## تاریخچه
در سال ۱۹۱۸، سنای فنلاند به دولت فنلاند دگرگون گردید و بعد از آن سمت معاون- رئیس بخش اقتصادی به نخست وزیر فنلاند دگرگون گردید. و بعد از آن کسارانتا، در بخش غربی می‌لاهتی هلسینکی، و از سال ۱۹۱۹ اقامتگاه رسمی نخست وزیر فنلاند بوده‌است.
فنلاند از زمان استقلال خود در سال ۱۹۱۷ دارای ۷۲ کابینه بوده‌است. و بعد از آن گسترده‌ترین کابینه‌ها دو کابینه نخست وزیر پاوو لیپونن
(دولت لیپونن اول و لیپونن دوم) بوده‌اند که هر دوی آنان در کل دوره پارلمانی ۱٬۴۶۴ روز دوام آورد.

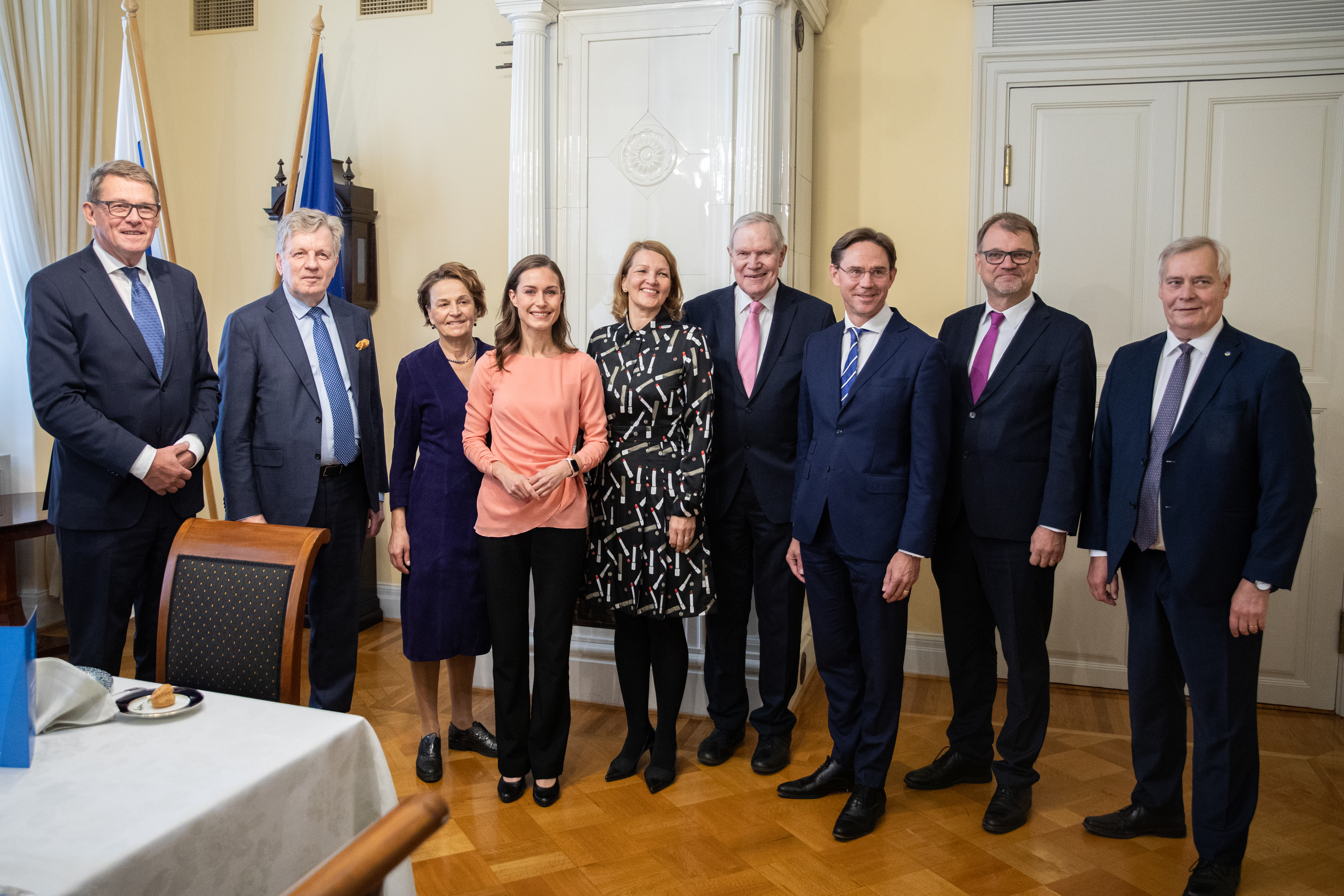
ناهار جشن نخست وزیران فنلاند در تاریخ ۲۷ سپتامبر ۲۰۲۲
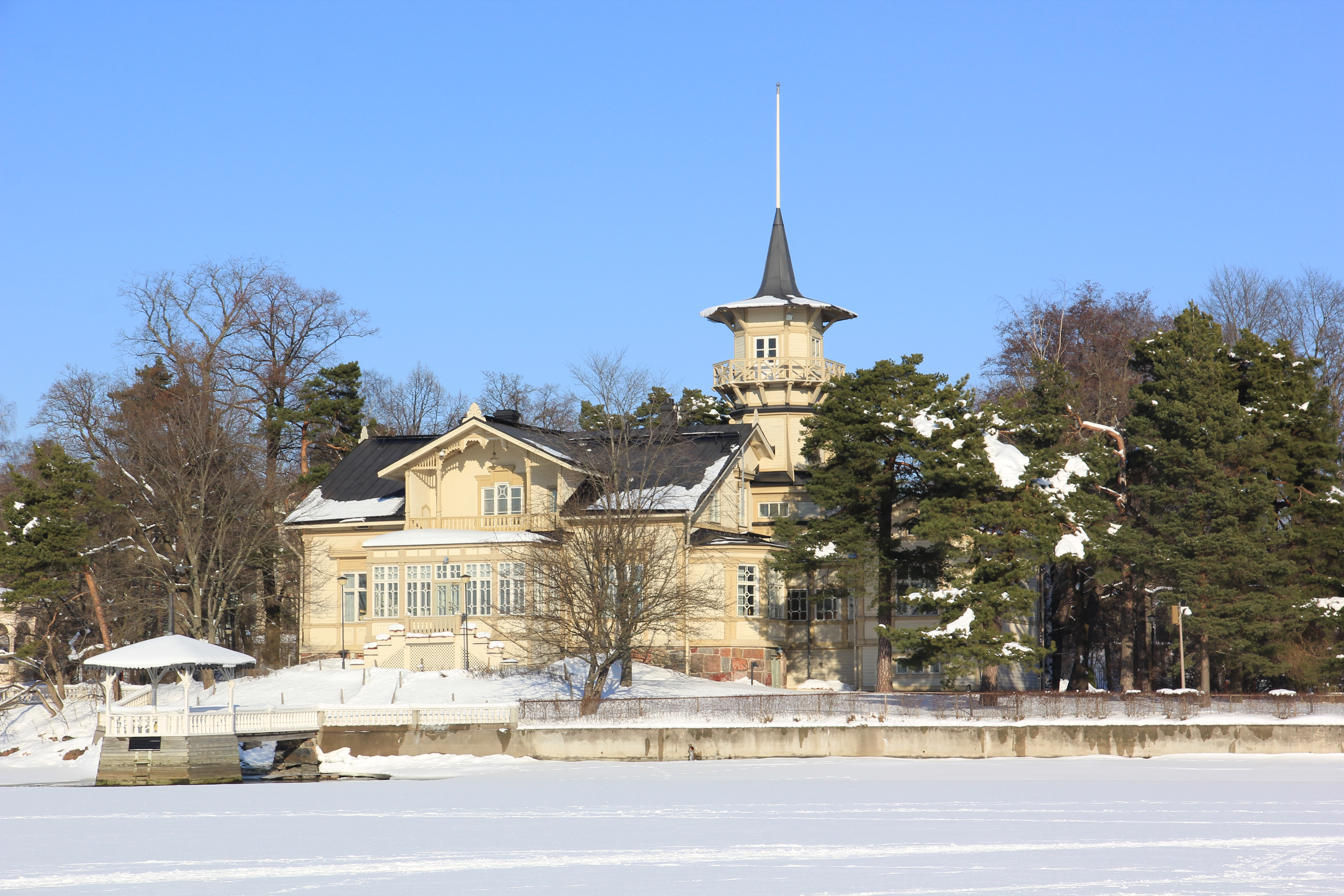
کسارانتا، اقامتگاه رسمی نخست وزیر فنلاند، در تولوی، هلسینکی

## حقوق نخست وزیر و سایر مزایا
پاداش
به نخست وزیر دستمزدی پرداخت می‌شود که برای انجام صحیح فعالیت او لازم است. میزان دستمزد مربوط به دستمزد پرداختی به رئیس مجلس است که از ابتدای دوره انتخابات ۲۰۱۹–۲۰۲۲ هر ماه ۱۳هزار یورو می‌باشد. که علاوه بر آن حقوق نخست وزیر فنلاند درآمد مشمول مالیات نیز می‌شود.
نقش
در هر سال تقویمی، نخست وزیر فنلاند حق دارد از ۳۰ روز مرخصی برابر یک مرخصی سالانه استفاده نماید که در خصوص تعیین آن از طرف جلسه عمومی شورای دولت تصمیم‌گیری می‌شود. اگر نخست وزیر توانایی این را نداشته باشد که مرخصی بگیرد، غرامت نقدی به او تحویل داده می‌شود.
خدمات حمل و نقل و امنیتی
خدمات رسمی اتومبیل نخست وزیری و انضباط حمل و نقل و امنیتی با تصمیم دفتر نخست وزیر را تعیین می‌کند.
مزایای مسکن
نخست وزیر فنلاند یک واحد آپارتمان در یک ساختمان دولتی (کسارانتا) دارد که هزینه نگهداری، گرمایشی و روشنایی و همچنین دکوراسیون داخلی آن توسط دولت پرداخت می‌شود و کارمندان لازم از بودجه دولتی پرداخت می‌شوند. این سود مسکن و خدماتی که به آن تعلق می‌گیرد، درآمد معاف از مالیات می‌باشد.
بازپرداخت هزینه‌ها
با تصمیم دفتر نخست وزیری فنلاند، هزینه‌های مدلل اضافی که در انجام وظایف خود حمول گردیده شده، به نخست وزیر فنلاند بازپرداخت می‌شود.